# Thelairodrino cardinalis
Thelairodrino cardinalis är en tvåvingeart som först beskrevs av Louis-Paul Mesnil 1949.  Thelairodrino cardinalis ingår i släktet Thelairodrino och familjen parasitflugor.
Artens utbredningsområde är Kongo. Inga underarter finns listade i Catalogue of Life.